# Mistrzostwa świata juniorów w łyżwiarstwie figurowym
Mistrzostwa świata juniorów w łyżwiarstwie figurowym (ang. World Junior Figure Skating Championships, określane jako Junior Worlds) – międzynarodowe zawody w łyżwiarstwie figurowym organizowane przez Międzynarodową Unię Łyżwiarską (ISU) od 1976 roku dla łyżwiarzy w kategorii juniorów (ang. Junior). W mistrzostwach mogą wziąć udział zawodnicy, którzy na dzień 1 lipca roku poprzedzającego mistrzostwa ukończą co najmniej 13, ale nie więcej niż 19 lat (21 lat w przypadku łyżwiarzy w parach sportowych i tanecznych).
Zobacz też: Polacy na mistrzostwach świata juniorów w łyżwiarstwie figurowym

## Medaliści

### Soliści
| Rok                                                                 | Miejsce                                                             | Złoto                                                               | Srebro                                                              | Brąz                                                                | Źr.    |
| ------------------------------------------------------------------- | ------------------------------------------------------------------- | ------------------------------------------------------------------- | ------------------------------------------------------------------- | ------------------------------------------------------------------- | ------ |
| 1976                                                                | Megève                                                              | Mark Cockerell                                                      | Takashi Mura                                                        | Georg Sanders                                                       | [ 1 ]  |
| 1977                                                                | Megève                                                              | Daniel Beland                                                       | Mark Pepperday                                                      | Richard Furrer                                                      | [ 2 ]  |
| 1978                                                                | Megève                                                              | Dennis Coi                                                          | Władimir Kotin                                                      | Brian Boitano                                                       | [ 3 ]  |
| 1979                                                                | Augsburg                                                            | Witalij Jegorow                                                     | Bobby Beauchamp                                                     | Aleksandr Fadiejew                                                  | [ 4 ]  |
| 1980                                                                | Megève                                                              | Aleksandr Fadiejew                                                  | Witalij Jegorow                                                     | Falko Kirsten                                                       | [ 5 ]  |
| 1981                                                                | London                                                              | Paul Wylie                                                          | Jurij Burejko                                                       | Scott Williams                                                      | [ 6 ]  |
| 1982                                                                | Oberstdorf                                                          | Scott Williams                                                      | Paul Guerrero                                                       | Alexander König                                                     | [ 7 ]  |
| 1983                                                                | Sarajewo                                                            | Christopher Bowman                                                  | Philippe Roncoli                                                    | Nils Köpp                                                           | [ 8 ]  |
| 1984                                                                | Sapporo                                                             | Wiktor Petrenko                                                     | Marc Ferland                                                        | Tom Cierniak                                                        | [ 9 ]  |
| 1985                                                                | Colorado Springs                                                    | Erik Larson                                                         | Wiktor Petrenko                                                     | Rudy Galindo                                                        | [ 10 ] |
| 1986                                                                | Sarajewo                                                            | Władimir Petrenko                                                   | Rudy Galindo                                                        | Jurij Cymbaluk                                                      | [ 11 ] |
| 1987                                                                | Kitchener                                                           | Rudy Galindo                                                        | Todd Eldredge                                                       | Jurij Cymbaluk                                                      | [ 12 ] |
| 1988                                                                | Brisbane                                                            | Todd Eldredge                                                       | Wiaczesław Zahorodniuk                                              | Jurij Cymbaluk                                                      | [ 13 ] |
| 1989                                                                | Sarajewo                                                            | Wiaczesław Zahorodniuk                                              | Shepherd Clark                                                      | Masakazu Kagiyama                                                   | [ 14 ] |
| 1990                                                                | Colorado Springs                                                    | Igor Paszkiewicz                                                    | Aleksiej Urmanow                                                    | John Baldwin Jr.                                                    | [ 15 ] |
| 1991                                                                | Budapeszt                                                           | Wasyl Jeremenko                                                     | Aleksandr Abt                                                       | Nicolas Pétorin                                                     | [ 16 ] |
| 1992                                                                | Hull                                                                | Dmytro Dmytrenko                                                    | Konstantin Kostin                                                   | Damon Allen                                                         | [ 17 ] |
| 1993                                                                | Seul                                                                | Jewhen Pluta                                                        | Michael Weiss                                                       | Ilja Kulik                                                          | [ 18 ] |
| 1994                                                                | Colorado Springs                                                    | Michael Weiss                                                       | Naoki Shigematsu                                                    | Jere Michael                                                        | [ 19 ] |
| 1995                                                                | Budapeszt                                                           | Ilja Kulik                                                          | Thierry Cerez                                                       | Seiichi Suzuki                                                      | [ 20 ] |
| 1996                                                                | Brisbane                                                            | Aleksiej Jagudin                                                    | Takeshi Honda                                                       | Guo Zhengxin                                                        | [ 21 ] |
| 1997                                                                | Seul                                                                | Jewgienij Pluszczenko                                               | Timothy Goebel                                                      | Guo Zhengxin                                                        | [ 22 ] |
| 1998                                                                | Saint John                                                          | Derrick Delmore                                                     | Siergiej Dawydow                                                    | Li Yunfei                                                           | [ 23 ] |
| 1999                                                                | Zagrzeb                                                             | Ilja Klimkin                                                        | Vincent Restencourt                                                 | Yosuke Takeuchi                                                     | [ 24 ] |
| 2000                                                                | Oberstdorf                                                          | Stefan Lindemann                                                    | Vincent Restencourt                                                 | Matthew Savoie                                                      | [ 25 ] |
| 2001                                                                | Sofia                                                               | Johnny Weir                                                         | Evan Lysacek                                                        | Vincent Restencourt                                                 | [ 26 ] |
| 2002                                                                | Hamar                                                               | Daisuke Takahashi                                                   | Kevin Van Der Perren                                                | Stanisław Timczenko                                                 | [ 27 ] |
| 2003                                                                | Ostrawa                                                             | Aleksandr Szubin                                                    | Evan Lysacek                                                        | Alban Préaubert                                                     | [ 28 ] |
| 2004                                                                | Haga                                                                | Andriej Griaziew                                                    | Evan Lysacek                                                        | Jordan Brauninger                                                   | [ 29 ] |
| 2005                                                                | Kitchener                                                           | Nobunari Oda                                                        | Yannick Ponsero                                                     | Siergiej Dobrin                                                     | [ 30 ] |
| 2006                                                                | Lublana                                                             | Takahiko Kozuka                                                     | Siergiej Woronow                                                    | Yannick Ponsero                                                     | [ 31 ] |
| 2007                                                                | Oberstdorf                                                          | Stephen Carriere                                                    | Patrick Chan                                                        | Siergiej Woronow                                                    | [ 32 ] |
| 2008                                                                | Sofia                                                               | Adam Rippon                                                         | Artiom Borodulin                                                    | Guan Jinlin                                                         | [ 33 ] |
| 2009                                                                | Sofia                                                               | Adam Rippon                                                         | Michal Březina                                                      | Artiom Grigorjew                                                    | [ 34 ] |
| 2010                                                                | Haga                                                                | Yuzuru Hanyū                                                        | Song Nan                                                            | Artur Gaczinski                                                     | [ 35 ] |
| 2011                                                                | Gangneung                                                           | Andrei Rogozine                                                     | Keiji Tanaka                                                        | Alexander Majorov                                                   | [ 36 ] |
| 2012                                                                | Mińsk                                                               | Yan Han                                                             | Joshua Farris                                                       | Jason Brown                                                         | [ 37 ] |
| 2013                                                                | Mediolan                                                            | Joshua Farris                                                       | Jason Brown                                                         | Shotaro Omori                                                       | [ 38 ] |
| 2014                                                                | Sofia                                                               | Nam Nguyen                                                          | Adjan Pitkiejew                                                     | Nathan Chen                                                         | [ 39 ] |
| 2015                                                                | Tallinn                                                             | Shōma Uno                                                           | Jin Boyang                                                          | Sōta Yamamoto                                                       | [ 40 ] |
| 2016                                                                | Debreczyn                                                           | Danijjel Samochin                                                   | Nicolas Nadeau                                                      | Tomoki Hiwatashi                                                    | [ 41 ] |
| 2017                                                                | Tajpej                                                              | Vincent Zhou                                                        | Dmitrij Alijew                                                      | Aleksandr Samarin                                                   | [ 42 ] |
| 2018                                                                | Sofia                                                               | Aleksiej Jerochow                                                   | Artur Danijelan                                                     | Matteo Rizzo                                                        | [ 43 ] |
| 2019                                                                | Zagrzeb                                                             | Tomoki Hiwatashi                                                    | Roman Sawosin                                                       | Daniel Grassl                                                       | [ 44 ] |
| 2020                                                                | Tallinn                                                             | Andriej Mozalow                                                     | Yuma Kagiyama                                                       | Piotr Gumiennik                                                     | [ 45 ] |
| Mistrzostwa zostały odwołane w 2021 roku z powodu pandemii COVID-19 | Mistrzostwa zostały odwołane w 2021 roku z powodu pandemii COVID-19 | Mistrzostwa zostały odwołane w 2021 roku z powodu pandemii COVID-19 | Mistrzostwa zostały odwołane w 2021 roku z powodu pandemii COVID-19 | Mistrzostwa zostały odwołane w 2021 roku z powodu pandemii COVID-19 | [ 46 ] |
| 2022                                                                | Tallinn                                                             | Ilia Malinin                                                        | Michaił Szajdorow                                                   | Tatsuya Tsuboi                                                      | [ 47 ] |
| 2023                                                                | Calgary                                                             | Kao Miura                                                           | Naoki Rossi                                                         | Nozomu Yoshioka                                                     | [ 48 ] |

### Solistki
| Rok                                                                 | Miejsce                                                             | Złoto                                                               | Srebro                                                              | Brąz                                                                | Źr.    |
| ------------------------------------------------------------------- | ------------------------------------------------------------------- | ------------------------------------------------------------------- | ------------------------------------------------------------------- | ------------------------------------------------------------------- | ------ |
| 1976                                                                | Megève                                                              | Suzie Brasher                                                       | Garnet Ostermeier                                                   | Tracey Solomons                                                     | [ 1 ]  |
| 1977                                                                | Megève                                                              | Carolyn Skoczen                                                     | Christa Jorda                                                       | Corine Wyrsch                                                       | [ 2 ]  |
| 1978                                                                | Megève                                                              | Jill Sawyer                                                         | Kira Iwanowa                                                        | Petra Ernert                                                        | [ 3 ]  |
| 1979                                                                | Augsburg                                                            | Elaine Zayak                                                        | Manuela Ruben                                                       | Jacki Farrell                                                       | [ 4 ]  |
| 1980                                                                | Megève                                                              | Rosalynn Sumners                                                    | Kay Thomson                                                         | Carola Paul                                                         | [ 5 ]  |
| 1981                                                                | London                                                              | Tiffany Chin                                                        | Marina Sierowa                                                      | Anna Antonowa                                                       | [ 6 ]  |
| 1982                                                                | Oberstdorf                                                          | Janina Wirth                                                        | Cornelia Tesch                                                      | Elizabeth Manley                                                    | [ 7 ]  |
| 1983                                                                | Sarajewo                                                            | Simone Koch                                                         | Karin Hendschke                                                     | Parthena Sarafidis                                                  | [ 8 ]  |
| 1984                                                                | Sapporo                                                             | Karin Hendschke                                                     | Simone Koch                                                         | Midori Ito                                                          | [ 9 ]  |
| 1985                                                                | Colorado Springs                                                    | Tatjana Andriejewa                                                  | Susanne Becher                                                      | Natalija Horbenko                                                   | [ 10 ] |
| 1986                                                                | Sarajewo                                                            | Natalija Horbenko                                                   | Susanne Becher                                                      | Linda Florkevich                                                    | [ 11 ] |
| 1987                                                                | Kitchener                                                           | Cindy Bortz                                                         | Susanne Becher                                                      | Shannon Allison                                                     | [ 12 ] |
| 1988                                                                | Brisbane                                                            | Kristi Yamaguchi                                                    | Junko Yaginuma                                                      | Yukiko Kashihara                                                    | [ 13 ] |
| 1989                                                                | Sarajewo                                                            | Jessica Mills                                                       | Junko Yaginuma                                                      | Surya Bonaly                                                        | [ 14 ] |
| 1990                                                                | Colorado Springs                                                    | Yuka Sato                                                           | Surya Bonaly                                                        | Tanja Krienke                                                       | [ 15 ] |
| 1991                                                                | Budapeszt                                                           | Surya Bonaly                                                        | Lisa Ervin                                                          | Chen Lu                                                             | [ 16 ] |
| 1992                                                                | Hull                                                                | Laëtitia Hubert                                                     | Lisa Ervin                                                          | Chen Lu                                                             | [ 17 ] |
| 1993                                                                | Seul                                                                | Kumiko Koiwai                                                       | Lisa Ervin                                                          | Tanja Szewczenko                                                    | [ 18 ] |
| 1994                                                                | Colorado Springs                                                    | Michelle Kwan                                                       | Krisztina Czakó                                                     | Irina Słucka                                                        | [ 19 ] |
| 1995                                                                | Budapeszt                                                           | Irina Słucka                                                        | Jelena Iwanowa                                                      | Krisztina Czakó                                                     | [ 20 ] |
| 1996                                                                | Brisbane                                                            | Jelena Iwanowa                                                      | Jelena Pingaczewa                                                   | Nadieżda Kanajewa                                                   | [ 21 ] |
| 1997                                                                | Seul                                                                | Sydne Vogel                                                         | Jelena Sokołowa                                                     | Jelena Iwanowa                                                      | [ 22 ] |
| 1998                                                                | Saint John                                                          | Julija Sołdatowa                                                    | Jelena Iwanowa                                                      | Wiktorija Wołczkowa                                                 | [ 23 ] |
| 1999                                                                | Zagrzeb                                                             | Darja Timoszenko                                                    | Sarah Hughes                                                        | Wiktorija Wołczkowa                                                 | [ 24 ] |
| 2000                                                                | Oberstdorf                                                          | Jennifer Kirk                                                       | Deanna Stellato                                                     | Sarah Meier                                                         | [ 25 ] |
| 2001                                                                | Sofia                                                               | Kristina Obłasowa                                                   | Ann Patrice McDonough                                               | Susanna Pöykiö                                                      | [ 26 ] |
| 2002                                                                | Hamar                                                               | Ann Patrice McDonough                                               | Yukari Nakano                                                       | Miki Ando                                                           | [ 27 ] |
| 2003                                                                | Ostrawa                                                             | Yukina Ota                                                          | Miki Ando                                                           | Carolina Kostner                                                    | [ 28 ] |
| 2004                                                                | Haga                                                                | Miki Ando                                                           | Kimmie Meissner                                                     | Katy Taylor                                                         | [ 29 ] |
| 2005                                                                | Kitchener                                                           | Mao Asada                                                           | Kim Yu-na                                                           | Emily Hughes                                                        | [ 30 ] |
| 2006                                                                | Lublana                                                             | Kim Yu-na                                                           | Mao Asada                                                           | Christine Zukowski                                                  | [ 31 ] |
| 2007                                                                | Oberstdorf                                                          | Caroline Zhang                                                      | Mirai Nagasu                                                        | Ashley Wagner                                                       | [ 32 ] |
| 2008                                                                | Sofia                                                               | Rachael Flatt                                                       | Caroline Zhang                                                      | Mirai Nagasu                                                        | [ 33 ] |
| 2009                                                                | Sofia                                                               | Alona Leonowa                                                       | Caroline Zhang                                                      | Ashley Wagner                                                       | [ 34 ] |
| 2010                                                                | Haga                                                                | Kanako Murakami                                                     | Agnes Zawadzki                                                      | Polina Agafonowa                                                    | [ 35 ] |
| 2011                                                                | Gangneung                                                           | Adelina Sotnikowa                                                   | Jelizawieta Tuktamyszewa                                            | Agnes Zawadzki                                                      | [ 36 ] |
| 2012                                                                | Mińsk                                                               | Julija Lipnicka                                                     | Gracie Gold                                                         | Adelina Sotnikowa                                                   | [ 37 ] |
| 2013                                                                | Mediolan                                                            | Jelena Radionowa                                                    | Julija Lipnicka                                                     | Anna Pogoriła                                                       | [ 38 ] |
| 2014                                                                | Sofia                                                               | Jelena Radionowa                                                    | Sierafima Sachanowicz                                               | Jewgienija Miedwiediewa                                             | [ 39 ] |
| 2015                                                                | Tallinn                                                             | Jewgienija Miedwiediewa                                             | Sierafima Sachanowicz                                               | Wakaba Higuchi                                                      | [ 40 ] |
| 2016                                                                | Debreczyn                                                           | Marin Honda                                                         | Marija Sotskowa                                                     | Wakaba Higuchi                                                      | [ 41 ] |
| 2017                                                                | Tajpej                                                              | Alina Zagitowa                                                      | Marin Honda                                                         | Kaori Sakamoto                                                      | [ 42 ] |
| 2018                                                                | Sofia                                                               | Aleksandra Trusowa                                                  | Alona Kostornoj                                                     | Mako Yamashita                                                      | [ 43 ] |
| 2019                                                                | Zagrzeb                                                             | Aleksandra Trusowa                                                  | Anna Szczerbakowa                                                   | Ting Cui                                                            | [ 49 ] |
| 2020                                                                | Tallinn                                                             | Kamiła Walijewa                                                     | Darja Usaczowa                                                      | Alysa Liu                                                           | [ 50 ] |
| Mistrzostwa zostały odwołane w 2021 roku z powodu pandemii COVID-19 | Mistrzostwa zostały odwołane w 2021 roku z powodu pandemii COVID-19 | Mistrzostwa zostały odwołane w 2021 roku z powodu pandemii COVID-19 | Mistrzostwa zostały odwołane w 2021 roku z powodu pandemii COVID-19 | Mistrzostwa zostały odwołane w 2021 roku z powodu pandemii COVID-19 | [ 46 ] |
| 2022                                                                | Tallinn                                                             | Isabeau Levito                                                      | Shin Ji-a                                                           | Lindsay Thorngren                                                   | [ 51 ] |
| 2023                                                                | Calgary                                                             | Mao Shimada                                                         | Shin Ji-a                                                           | Ami Nakai                                                           | [ 52 ] |

### Pary sportowe
| Rok                                                                 | Miejsce                                                             | Złoto                                                               | Srebro                                                              | Brąz                                                                | Źr.    |
| ------------------------------------------------------------------- | ------------------------------------------------------------------- | ------------------------------------------------------------------- | ------------------------------------------------------------------- | ------------------------------------------------------------------- | ------ |
| 1976                                                                | Megève                                                              | Sherri Baier / Robin Cowan                                          | Lorene Mitchell / Donald Mitchell                                   | Elizabeth Cain / Peter Cain                                         | [ 1 ]  |
| 1977                                                                | Megève                                                              | Josée France / Paul Mills                                           | Elga Balk / Gavin MacPherson                                        | brak zawodników                                                     | [ 2 ]  |
| 1978                                                                | Megève                                                              | Barbara Underhill / Paul Martini                                    | Jana Bláhová / Luděk Feňo                                           | Beth Flora / Ken Flora                                              | [ 3 ]  |
| 1979                                                                | Augsburg                                                            | Wieronika Pierszyna / Marat Akbarow                                 | Łarisa Sielezniowa / Oleg Makarow                                   | Lori Baier / Lloyd Eisler                                           | [ 4 ]  |
| 1980                                                                | Megève                                                              | Łarisa Sielezniowa / Oleg Makarow                                   | Marina Nikitiuk / Raszyd Kadyrkajew                                 | Kathia Dubec / Xavier Douillard                                     | [ 5 ]  |
| 1981                                                                | London                                                              | Łarisa Sielezniowa / Oleg Makarow                                   | Lori Baier / Lloyd Eisler                                           | Marina Nikitiuk / Raszyd Kadyrkajew                                 | [ 6 ]  |
| 1982                                                                | Oberstdorf                                                          | Marina Awstrijska / Jurij Kwasznin                                  | Inna Bekker / Siergiej Lichanskij                                   | Babette Preussler / Torsten Ohlow                                   | [ 7 ]  |
| 1983                                                                | Sarajewo                                                            | Marina Awstrijska / Jurij Kwasznin                                  | Peggy Seidel / Ralf Seifert                                         | Inna Bekker / Siergiej Lichanskij                                   | [ 8 ]  |
| 1984                                                                | Sapporo                                                             | Manuela Landgraf / Ingo Steuer                                      | Susan Dungjen / Jason Dungjen                                       | Olga Necestnaja / Siergiej Chudjakow                                | [ 9 ]  |
| 1985                                                                | Colorado Springs                                                    | Jekatierina Gordiejewa / Siergiej Grińkow                           | Inna Mironienko / Dmytro Szkydczenko                                | Jelena Gud / Jewgienij Kołtun                                       | [ 10 ] |
| 1986                                                                | Sarajewo                                                            | Jelena Leonowa / Giennadij Krasnickij                               | Inna Mironienko / Dmytro Szkydczenko                                | Jekatierina Murugowa / Artiom Torgaszew                             | [ 11 ] |
| 1987                                                                | Kitchener                                                           | Jelena Leonowa / Giennadij Krasnickij                               | Jekatierina Murugowa / Artiom Torgaszew                             | Kristi Yamaguchi / Rudy Galindo                                     | [ 12 ] |
| 1988                                                                | Brisbane                                                            | Kristi Yamaguchi / Rudy Galindo                                     | Jewgienija Czernyszowa / Dmitrij Suchanow                           | Julija Liaszenko / Andriej Buszkow                                  | [ 13 ] |
| 1989                                                                | Sarajewo                                                            | Jewgienija Czernyszowa / Dmitrij Suchanow                           | Angela Caspari / Marno Kreft                                        | Irina Sajfudinowa / Aleksiej Tichonow                               | [ 14 ] |
| 1990                                                                | Colorado Springs                                                    | Natalja Kriestjaninowa / Aleksiej Torczynskij                       | Switłana Prystaw / Wiaczesław Tkaczenko                             | Jennifer Heurlin / John Frederiksen                                 | [ 15 ] |
| 1991                                                                | Budapeszt                                                           | Natalja Kriestjaninowa / Aleksiej Torczynskij                       | Switłana Prystaw / Wiaczesław Tkaczenko                             | Jennifer Heurlin / John Frederiksen                                 | [ 16 ] |
| 1992                                                                | Hull                                                                | Natalja Kriestjaninowa / Aleksiej Torczynskij                       | Caroline Haddad / Jean-Sebastien Fecteau                            | Switłana Prystaw / Wiaczesław Tkaczenko                             | [ 17 ] |
| 1993                                                                | Seul                                                                | Inga Korszunowa / Dmitrij Sawieljew                                 | Marija Pietrowa / Anton Sicharulidze                                | Isabelle Coulombe / Bruno Marcotte                                  | [ 18 ] |
| 1994                                                                | Colorado Springs                                                    | Marija Pietrowa / Anton Sicharulidze                                | Caroline Haddad / Jean-Sebastien Fecteau                            | Hałyna Maniaczenko / Jewheny Żygurski                               | [ 19 ] |
| 1995                                                                | Budapeszt                                                           | Marija Pietrowa / Anton Sicharulidze                                | Danielle Hartsell / Steve Hartsell                                  | Jewhenija Fiłonenko / Ihor Marczenko                                | [ 20 ] |
| 1996                                                                | Brisbane                                                            | Wiktorija Maksiuta / Władisław Żownirskij                           | Jewhenija Fiłonenko / Ihor Marczenko                                | Danielle Hartsell / Steve Hartsell                                  | [ 21 ] |
| 1997                                                                | Seul                                                                | Danielle Hartsell / Steve Hartsell                                  | Marija Pietrowa / Teimuraz Pulin                                    | Wiktorija Maksiuta / Władisław Żownirskij                           | [ 22 ] |
| 1998                                                                | Saint John                                                          | Julija Obertas / Dmytro Pałamarczuk                                 | Swietłana Nikołajewa / Aleksiej Sokołow                             | Wiktorija Maksiuta / Władisław Żownirskij                           | [ 23 ] |
| 1999                                                                | Zagrzeb                                                             | Julija Obertas / Dmytro Pałamarczuk                                 | Laura Handy / Paul Binnebose                                        | Wiktorija Maksiuta / Władisław Żownirskij                           | [ 24 ] |
| 2000                                                                | Oberstdorf                                                          | Alona Sawczenko / Stanisław Morozow                                 | Julija Obertas / Dmytro Pałamarczuk                                 | Julija Szapiro / Aleksiej Sokołow                                   | [ 25 ] |
| 2001                                                                | Sofia                                                               | Zhang Dan / Zhang Hao                                               | Yūko Kawaguchi / Aleksandr Markuncow                                | Kristen Roth / Michael McPherson                                    | [ 26 ] |
| 2002                                                                | Hamar                                                               | Jelena Riabczuk / Stanisław Zacharow                                | Julija Karbowska / Siergiej Sławnow                                 | Ding Yang / Ren Zhongfei                                            | [ 27 ] |
| 2003                                                                | Ostrawa                                                             | Zhang Dan / Zhang Hao                                               | Ding Yang / Ren Zhongfei                                            | Jennifer Don / Jonathon Hunt                                        | [ 28 ] |
| 2004                                                                | Haga                                                                | Natalja Szestakowa / Pawieł Lebiediew                               | Jessica Dubé / Bryce Davison                                        | Marija Muchortowa / Maksim Trańkow                                  | [ 29 ] |
| 2005                                                                | Kitchener                                                           | Marija Muchortowa / Maksim Trańkow                                  | Jessica Dubé / Bryce Davison                                        | Tatjana Kokoriewa / Jegor Gołowkin                                  | [ 30 ] |
| 2006                                                                | Lublana                                                             | Julia Vlassov / Drew Meekins                                        | Kendra Moyle / Andy Seitz                                           | Ksienija Krasilnikowa / Konstantin Biezmatiernych                   | [ 31 ] |
| 2007                                                                | Oberstdorf                                                          | Keauna McLaughlin / Rockne Brubaker                                 | Wiera Bazarowa / Jurij Łarionow                                     | Ksienija Krasilnikowa / Konstantin Biezmatiernych                   | [ 32 ] |
| 2008                                                                | Sofia                                                               | Ksienija Krasilnikowa / Konstantin Biezmatiernych                   | Lubow Iluszeczkina / Nodari Maisuradze                              | Dong Huibo / Wu Yiming                                              | [ 33 ] |
| 2009                                                                | Sofia                                                               | Lubow Iluszeczkina / Nodari Maisuradze                              | Anastasija Martiuszewa / Aleksiej Rogonow                           | Marissa Castelli / Simon Shnapir                                    | [ 34 ] |
| 2010                                                                | Haga                                                                | Sui Wenjing / Han Cong                                              | Narumi Takahashi / Mervin Tran                                      | Ksienija Stołbowa / Fiodor Klimow                                   | [ 35 ] |
| 2011                                                                | Gangneung                                                           | Sui Wenjing / Han Cong                                              | Ksienija Stołbowa / Fiodor Klimow                                   | Narumi Takahashi / Mervin Tran                                      | [ 36 ] |
| 2012                                                                | Mińsk                                                               | Sui Wenjing / Han Cong                                              | Yu Xiaoyu / Jin Yang                                                | Wasilisa Dawankowa / Andriej Dieputat                               | [ 37 ] |
| 2013                                                                | Mediolan                                                            | Haven Denney / Brandon Frazier                                      | Margaret Purdy / Michael Marinaro                                   | Lina Fiodorowa / Maksim Miroszkin                                   | [ 38 ] |
| 2014                                                                | Sofia                                                               | Yu Xiaoyu / Jin Yang                                                | Jewgienija Tarasowa / Władimir Morozow                              | Marija Wygałowa / Jegor Zakrojew                                    | [ 39 ] |
| 2015                                                                | Tallinn                                                             | Yu Xiaoyu / Jin Yang                                                | Julianne Séguin / Charlie Bilodeau                                  | Lina Fiodorowa / Maksim Miroszkin                                   | [ 40 ] |
| 2016                                                                | Debreczyn                                                           | Anna Dušková / Martin Bidař                                         | Anastasija Miszyna / Władisław Mirzojew                             | Jekatierina Borisowa / Dmitrij Sopot                                | [ 41 ] |
| 2017                                                                | Tajpej                                                              | Jekatierina Aleksandrowska / Harley Windsor                         | Aleksandra Bojkowa / Dmitrij Kozłowski                              | Gao Yumeng / Xie Zhong                                              | [ 42 ] |
| 2018                                                                | Sofia                                                               | Darja Pawluczenko / Dienis Chodykin                                 | Polina Kostiukowicz / Dmitrij Jalin                                 | Anastasija Miszyna / Aleksandr Gallamow                             | [ 43 ] |
| 2019                                                                | Zagrzeb                                                             | Anastasija Miszyna / Aleksandr Gallamow                             | Apollinarija Panfiłowa / Dmitrij Ryłow                              | Polina Kostiukowicz / Dmitrij Jalin                                 | [ 53 ] |
| 2020                                                                | Tallinn                                                             | Apollinarija Panfiłowa / Dmitrij Ryłow                              | Ksienija Achantjewa / Walerij Kołesow                               | Julija Artiemjewa / Michaił Nazaryczew                              | [ 54 ] |
| Mistrzostwa zostały odwołane w 2021 roku z powodu pandemii COVID-19 | Mistrzostwa zostały odwołane w 2021 roku z powodu pandemii COVID-19 | Mistrzostwa zostały odwołane w 2021 roku z powodu pandemii COVID-19 | Mistrzostwa zostały odwołane w 2021 roku z powodu pandemii COVID-19 | Mistrzostwa zostały odwołane w 2021 roku z powodu pandemii COVID-19 | [ 46 ] |
| 2022                                                                | Tallinn                                                             | Karina Safina / Łuka Bieruława                                      | Anastasija Gołubiewa / Hektor Giotopoulos Moore                     | Brooke McIntosh / Benjamin Mimar                                    | [ 55 ] |
| 2023                                                                | Calgary                                                             | Sonia Baram / Daniel Tioumentsev                                    | Anastasija Gołubiewa / Hektor Giotopoulos Moore                     | Wioletta Sierowa / Iwan Chobta                                      | [ 56 ] |

### Pary taneczne
| Rok                                                                 | Miejsce                                                             | Złoto                                                               | Srebro                                                              | Brąz                                                                | Źr.    |
| ------------------------------------------------------------------- | ------------------------------------------------------------------- | ------------------------------------------------------------------- | ------------------------------------------------------------------- | ------------------------------------------------------------------- | ------ |
| 1976                                                                | Megève                                                              | Kathryn Winter / Nicholas Slater                                    | Denise Best / David Dagnell                                         | Martine Olivier / Yves Tarayre                                      | [ 1 ]  |
| 1977                                                                | Megève                                                              | Wendy Sessions / Mark Reed                                          | Karen Barber / Kim Spreyer                                          | Marie McNeil / Robert McCall                                        | [ 2 ]  |
| 1978                                                                | Megève                                                              | Tatjana Durasowa / Siergiej Ponomarienko                            | Kelly Johnson / Kris Barber                                         | Nathalie Hervé / Pierre Husarek                                     | [ 3 ]  |
| 1979                                                                | Augsburg                                                            | Tatjana Durasowa / Siergiej Ponomarienko                            | Jelena Batanowa / Andriej Antonow                                   | Kelly Johnson / Kris Barber                                         | [ 4 ]  |
| 1980                                                                | Megève                                                              | Jelena Batanowa / Aleksiej Sołowjow                                 | Judit Péterfy / Csaba Bálint                                        | Renée Roca / Andrew Ouellette                                       | [ 5 ]  |
| 1981                                                                | London                                                              | Jelena Batanowa / Aleksiej Sołowjow                                 | Natalja Annienko / Wadim Karkaczew                                  | Karyn Garossino / Rodney Garossino                                  | [ 6 ]  |
| 1982                                                                | Oberstdorf                                                          | Natalja Annienko / Wadim Karkaczew                                  | Tatjana Gładkowa / Igor Szpilband                                   | Lynda Malek / Alexander Miller                                      | [ 7 ]  |
| 1983                                                                | Sarajewo                                                            | Tatjana Gładkowa / Igor Szpilband                                   | Jelena Nowikowa / Oleg Blijachman                                   | Christina Yatsuhashi / Keith Yatsuhashi                             | [ 8 ]  |
| 1984                                                                | Sapporo                                                             | Jelena Krykanowa / Jewgienij Płatow                                 | Christina Yatsuhashi / Keith Yatsuhashi                             | Swietłana Lapina / Gieorgij Sur                                     | [ 9 ]  |
| 1985                                                                | Colorado Springs                                                    | Jelena Krykanowa / Jewgienij Płatow                                 | Swietłana Lapina / Gieorgij Sur                                     | Doriane Bontemps / Charles Paliard                                  | [ 10 ] |
| 1986                                                                | Sarajewo                                                            | Jelena Krykanowa / Jewgienij Płatow                                 | Swietłana Sierkieli / Andriej Żarkow                                | Corinne Paliard / Didier Courtois                                   | [ 11 ] |
| 1987                                                                | Kitchener                                                           | Iłona Mielniczenko / Hennadij Kaśkow                                | Oksana Griszczuk / Aleksandr Cziczkow                               | Catherine Pal / Donald Godfrey                                      | [ 12 ] |
| 1988                                                                | Brisbane                                                            | Oksana Griszczuk / Aleksandr Cziczkow                               | Irina Antsiferowa / Maksim Sewastijanow                             | Marija Orłowa / Oleg Owsiannikow                                    | [ 13 ] |
| 1989                                                                | Sarajewo                                                            | Angelika Kirchmayr / Dmitrij Lagutin                                | Ludmiła Bierezowa / Władimir Fiodorow                               | Marina Morel / Gwendal Peizerat                                     | [ 14 ] |
| 1990                                                                | Colorado Springs                                                    | Marina Anisina / Ilja Awierbuch                                     | Jelena Kustarowa / Siergiej Romaszkin                               | Marie-France Dubreuil / Bruno Yvars                                 | [ 15 ] |
| 1991                                                                | Budapeszt                                                           | Aliki Stergiadu / Juris Razgulajevs                                 | Marina Morel / Gwendal Peizerat                                     | Jelena Kustarowa / Siergiej Romaszkin                               | [ 16 ] |
| 1992                                                                | Hull                                                                | Marina Anisina / Ilja Awierbuch                                     | Jarosława Nieczajewa / Jurij Czesniczenko                           | Amelie Dion / Alexandre Alain                                       | [ 17 ] |
| 1993                                                                | Seul                                                                | Jekatierina Swirina / Siergiej Sachnowski                           | Sylwia Nowak / Sebastian Kolasiński                                 | Bérangère Nau / Luc Monéger                                         | [ 18 ] |
| 1994                                                                | Colorado Springs                                                    | Sylwia Nowak / Sebastian Kolasiński                                 | Jekatierina Swirina / Siergiej Sachnowski                           | Agnes Jacquemard / Alexis Gayet                                     | [ 19 ] |
| 1995                                                                | Budapeszt                                                           | Olga Szarutienko / Dmitrij Naumkin                                  | Stéphanie Guardia / Franck Laporte                                  | Iwona Filipowicz / Michał Szumski                                   | [ 20 ] |
| 1996                                                                | Brisbane                                                            | Jekatierina Dawydowa / Roman Kostomarow                             | Isabelle Delobel / Olivier Schoenfelder                             | Natalija Hudyna / Witalij Kurkudym                                  | [ 21 ] |
| 1997                                                                | Seul                                                                | Nina Ułanowa / Michaił Stifunin                                     | Oksana Potdykowa / Dienis Pietuchow                                 | Agata Błażowska / Marcin Kozubek                                    | [ 22 ] |
| 1998                                                                | Saint John                                                          | Jessica Joseph / Charles Butler Jr.                                 | Federica Faiella / Luciano Milo                                     | Oksana Potdykowa / Dienis Pietuchow                                 | [ 23 ] |
| 1999                                                                | Zagrzeb                                                             | Jamie Silverstein / Justin Pekarek                                  | Federica Faiella / Luciano Milo                                     | Natalja Romaniuta / Daniił Barancew                                 | [ 24 ] |
| 2000                                                                | Oberstdorf                                                          | Natalja Romaniuta / Daniił Barancew                                 | Emilie Nussear / Brandon Forsyth                                    | Tanith Belbin / Benjamin Agosto                                     | [ 25 ] |
| 2001                                                                | Sofia                                                               | Natalja Romaniuta / Daniił Barancew                                 | Tanith Belbin / Benjamin Agosto                                     | Jelena Chalawina / Maksim Szabalin                                  | [ 26 ] |
| 2002                                                                | Hamar                                                               | Tanith Belbin / Benjamin Agosto                                     | Jelena Chalawina / Maksim Szabalin                                  | Jelena Romanowska / Aleksandr Graczow                               | [ 27 ] |
| 2003                                                                | Ostrawa                                                             | Oksana Domnina / Maksim Szabalin                                    | Nóra Hoffmann / Attila Elek                                         | Jelena Romanowska / Aleksandr Graczow                               | [ 28 ] |
| 2004                                                                | Haga                                                                | Jelena Romanowska / Aleksandr Graczow                               | Nóra Hoffmann / Attila Elek                                         | Morgan Matthews / Maxim Zavozin                                     | [ 29 ] |
| 2005                                                                | Kitchener                                                           | Morgan Matthews / Maxim Zavozin                                     | Tessa Virtue / Scott Moir                                           | Anastasija Gorszkowa / Ilja Tkaczenko                               | [ 30 ] |
| 2006                                                                | Lublana                                                             | Tessa Virtue / Scott Moir                                           | Natalja Michajłowa / Arkadij Siergiejew                             | Meryl Davis / Charlie White                                         | [ 31 ] |
| 2007                                                                | Oberstdorf                                                          | Jekatierina Bobrowa / Dmitrij Sołowjow                              | Grethe Grünberg / Kristjan Rand                                     | Kaitlyn Weaver / Andrew Poje                                        | [ 32 ] |
| 2008                                                                | Sofia                                                               | Emily Samuelson / Evan Bates                                        | Vanessa Crone / Paul Poirier                                        | Kristina Gorszkowa / Witalij Butikow                                | [ 33 ] |
| 2009                                                                | Sofia                                                               | Madison Chock / Greg Zuerlein                                       | Maia Shibutani / Alex Shibutani                                     | Jekatierina Riazanowa / Jonathan Guerreiro                          | [ 34 ] |
| 2010                                                                | Haga                                                                | Jelena Iljinych / Nikita Kacałapow                                  | Alexandra Paul / Mitchell Islam                                     | Ksienija Mońko / Kiriłł Chalawin                                    | [ 35 ] |
| 2011                                                                | Gangneung                                                           | Ksienija Mońko / Kiriłł Chalawin                                    | Jekatierina Puszkasz / Jonathan Guerreiro                           | Charlotte Lichtman / Dean Copely                                    | [ 36 ] |
| 2012                                                                | Mińsk                                                               | Wiktorija Sinicyna / Rusłan Żyganszyn                               | Aleksandra Stiepanowa / Iwan Bukin                                  | Alexandra Aldridge / Daniel Eaton                                   | [ 37 ] |
| 2013                                                                | Mediolan                                                            | Aleksandra Stiepanowa / Iwan Bukin                                  | Gabriella Papadakis / Guillaume Cizeron                             | Alexandra Aldridge / Daniel Eaton                                   | [ 38 ] |
| 2014                                                                | Sofia                                                               | Kaitlin Hawayek / Jean-Luc Baker                                    | Anna Janowska / Siergiej Mozgow                                     | Madeline Edwards / Zhao Kai Pang                                    | [ 39 ] |
| 2015                                                                | Tallinn                                                             | Anna Janowska / Siergiej Mozgow                                     | Lorraine McNamara / Quinn Carpenter                                 | Ołeksandra Nazarowa / Maksym Nikitin                                | [ 40 ] |
| 2016                                                                | Debreczyn                                                           | Lorraine McNamara / Quinn Carpenter                                 | Rachel Parsons / Michael Parsons                                    | Ałła Łoboda / Pawieł Drozd                                          | [ 41 ] |
| 2017                                                                | Tajpej                                                              | Rachel Parsons / Michael Parsons                                    | Ałła Łoboda / Pawieł Drozd                                          | Christina Carreira / Anthony Ponomarenko                            | [ 42 ] |
| 2018                                                                | Sofia                                                               | Anastasija Skopcowa / Kiriłł Aloszyn                                | Christina Carreira / Anthony Ponomarenko                            | Arina Uszakowa / Maksim Niekrasow                                   | [ 43 ] |
| 2019                                                                | Zagrzeb                                                             | Marjorie Lajoie / Zachary Lagha                                     | Jelizawieta Chudajbierdijewa / Nikita Nazarow                       | Sofja Szewczenko / Igor Jeriomienko                                 | [ 57 ] |
| 2020                                                                | Tallinn                                                             | Avonley Nguyen / Wadym Kołesnyk                                     | Marija Kazakowa / Gieorgij Riewija                                  | Jelizawieta Szanajewa / Diewid Nariżnyj                             | [ 58 ] |
| Mistrzostwa zostały odwołane w 2021 roku z powodu pandemii COVID-19 | Mistrzostwa zostały odwołane w 2021 roku z powodu pandemii COVID-19 | Mistrzostwa zostały odwołane w 2021 roku z powodu pandemii COVID-19 | Mistrzostwa zostały odwołane w 2021 roku z powodu pandemii COVID-19 | Mistrzostwa zostały odwołane w 2021 roku z powodu pandemii COVID-19 | [ 46 ] |
| 2022                                                                | Tallinn                                                             | Oona Brown / Gage Brown                                             | Natalie D’Alessandro / Bruce Waddell                                | Nadiia Bashynska / Peter Beaumont                                   | [ 59 ] |
| 2023                                                                | Calgary                                                             | Kateřina Mrázková / Daniel Mrázek                                   | Hannah Lim / Ye Quan                                                | Nadiia Bashynska / Peter Beaumont                                   | [ 60 ] |